# West Clare Railway

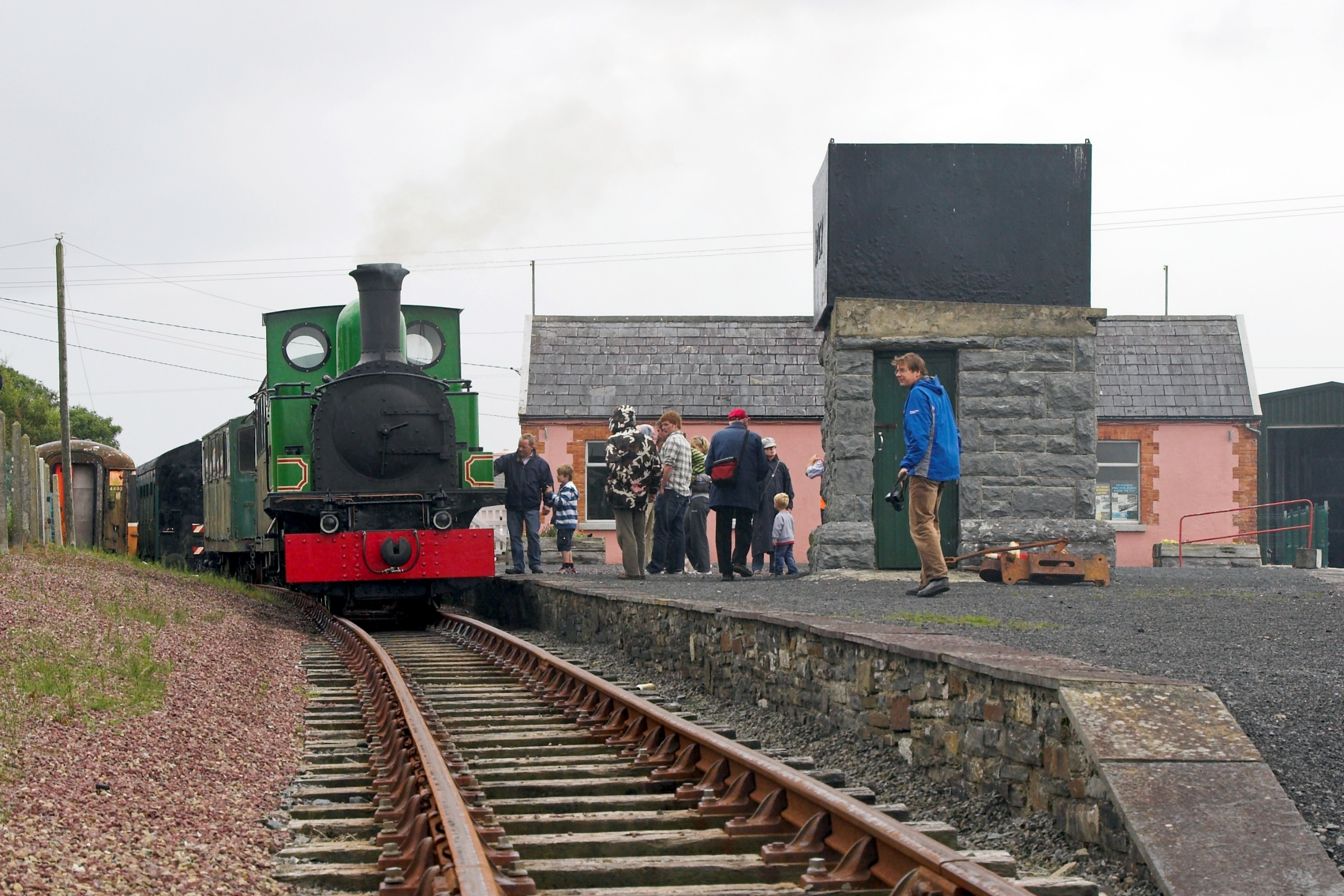
El West Clare Railway en la estación de Moyasta

El West Clare Railway (WCR) era el nombre de un ferrocarril que funcionó en el condado de Clare (República de Irlanda) entre 1887 y 1961. Se trataba de un ferrocarril de vía estrecha, del ancho normalizado en Irlanda para este tipo de ferrocarriles de 914 mm (1 yarda o 3 pies ingleses), cubriendo una red de 84 km (52,5 millas); empezaba su recorrido en Ennis (capital del condado homónimo), contando con numerosos apeaderos a lo largo de la costa de West Clare hasta las dos terminales, situadas en Kilrush y Kilkee (las dos líneas se separaban en el empalme de Moyasta Junction). Fue la última red de ferrocarril de vía estrecha que operó en Irlanda (cabe recordar que de los 5500 kilómetros de vías férreas con que llegó a contar Irlanda en su momento de mayor expansión, hacia 1920, más de 900 correspondían a líneas de vía estrecha); ésta conectaba con la red principal de vía ancha en Ennis, donde todavía hoy existe una estación para trenes y autobuses que conectan con la localidad de Limerick. En diciembre de 2009 se reabrió la línea de vía ancha que conectaba con Galway. Las paradas intermedias incluían Ennistymon, Doonbeg, Lahinch y Miltown Malbay. Estas líneas se construyeron al amparo de la Tramways Act de 1883, que permitió la construcción de más de una veintena de líneas de vía estrecha a lo largo y ancho de Irlanda.

## Construcción
El West Clare Railway y el South Clare Railway se construyeron por compañías separadas, pero en la práctica el WCR funcionó como una sola línea; los dos ramales se juntaban en Miltown Malbay. Por ello la red se conocía como el West Clare Railway.

## West Clare Railway
Los 43,4 km (27 millas) del West Clare Railway entre Ennis y Miltown Malbay se construyeron en pocos años, antes de que fuera construida la parte correspondiente al South Clare Railway. La primera piedra se puso el 26 de enero de 1885 en Miltown Malbay, por parte del miembro del parlamento Mr. Charles Stewart Parnell, aunque los primeros trabajos de campo comenzaron en noviembre de 1884. La línea se inauguró el 2 de julio de 1887.

## South Clare Railway
El South Clare Railway construyó los 34 km (21 millas) de línea desde Miltown Malbay a Kilkee, con un ramal a Kilrush, Cappagh Pier (Kilrush Pier) y los muelles de Kilrush desde Moyasta Junction, de 7 km (4,5 millas), empezando los trabajos de ampliación en octubre de 1890, abriendo el ferrocarril el 11 de mayo de 1892. Este nuevo servicio fue explotado por el West Clare Railway e inicialmente contó con servicios de baja calidad y muy lentos, aunque con los años el servicio mejoró sustancialmente.

## Nacionalización
En 1945 la explotación fue asumida por Córas Iompair Éireann (CIÉ, empresa estatal encargada de gestionar los transportes ferroviarios y por carretera irlandeses). El mismo año, se presentó una iniciativa local para sustituir el ferrocarril por servicios por carretera. Los vecinos de la línea promovieron el cambio de ancho del ferrocarril, para equipararlo al de la red principal irlandesa, de 1.600 mm, pero CIÉ rechazó el proyecto debido al coste de las expropiaciones necesarias.

## Dieselización y clausura
A principios de los años 1950, bajo gestión de la CIÉ, el West Clare Railway fue pionero en la utilización del material diésel para la tracción de los trenes. La mayor parte de los servicios de pasajeros fueron realizados por cuatro nuevos automotores diésel articulados, construidos por Walker Brothers de Wigan, Inglaterra (casi idénticos a los unidades construidas para los County Donegal Railways). A estos les siguieron tres locomotoras diésel (también fabricadas por Walkers). El uso de la tracción diésel redujo los gastos de explotación, pero el temprano cierre de las líneas apenas permitió amortizar la inversión realizada en el nuevo material rodante e incluso en las propias vías.
A pesar de la dieselización de los servicios de pasajeros en 1952 y las mercancías en 1953, la decisión de cerrar la línea estaba casi tomada. El 27 de septiembre de 1960, CIE publicó un informe donde manifestaba la intención de clausurar el ferrocarril a partir del 1 de febrero de 1961; éste se justificaba en el hecho de que el West Clare perdía 23 000 libras anuales (el equivalente a 1,5 millones de euros de 2010), a pesar del considerable tráfico que se producía en sus líneas. El mes de diciembre, se anunció oficialmente que el ferrocarril cerraría el 1 de enero de 1961, aunque finalmente se mantuvo en explotación hasta el 31 de enero siguiente. Pero el mismo 1 de febrero de 1961, CIE empezó los trabajos de levante de las vías, acabando así la historia de la vía estrecha de uso público en Irlanda.

## Conservación
Slieve Callan, pocas semanas después, regresó a las vías de West Clare, por entonces ya levantadas. Se hicieron muchos esfuerzos para crear una sociedad de conservación para recrear parte de la ruta original. Esta asociación logró adquirir la estación de Moyasta station, y 5 km (3 millas) de explanación.
En 2008, adquirieron una locomotora de ancho estándar irlandés ex-CIE clase 001 diésel, número 015 (la antigua A15), In 2008 a standard gauge ex-Irish Rail 001 class diésel loco, No.015 (formally A15), colocada en Moyasta como monumento.
El 5 de julio de 2009, la locomotora N.º 5 Slieve Callan regresó al West Clare Railway a Moyasta Junction tras ser restaurada en Inglaterra por Alan Keefe Ltd. La locomotora volvió a estar bajo presión de vapor por primera vez el 14 de julio, marcando el regreso del vapor al West Clare Railway, ausente de la línea durante 57 años. 

## Curiosidades
Cuando las tormentas atlánticas hacían que los vientos superaran la velocidad de 150 km/hora, los trenes no debían circular, y si lo hacían debían parar inmediatamente; al menos en cinco ocasiones, diversos coches de los trenes en circulación se desmontaron literalmente a causa de los tremendos embates del viento.
Una canción hizo muy popular a este ferrocarril, musicada en 1902 de un poema de Percy French, titulada "Are Ye right there Michael, are Ye right?"; su origen es debido a un viaje realizado en la línea por el escritor en 1897, que se vio salpicado por diversas incidencias e hizo llegar exageradamente tarde al artista a un recital. Paradójicamente, aunque sirvió para dar fama internacional a la línea, no contribuyó precisamente a dar buena fama, aunque acabase siendo el más longevo de los ferrocarriles de vía estrecha irlandeses.

## Enlaces
- Old WCR preservation page

- Datos: Q2731230
- Multimedia: West Clare Railway / Q2731230